# Guelph
Guelph – miasto w Kanadzie, w prowincji Ontario, w hrabstwie Wellington.
Miasto zostało założone przez Kanadyjską Spółkę Ziemską. Działa tutaj Uniwersytet w Guelph.
Liczba mieszkańców Guelph wynosi 114 943. Język angielski jest językiem ojczystym dla 78,7%, francuski dla 1,4% mieszkańców (2006).
W mieście rozwinął się przemysł metalowy, maszynowy, elektrotechniczny, farmaceutyczny, włókienniczy oraz odzieżowy.
W 2008 r. w Guelph powstało polonijne Stowarzyszenie Józefa Piłsudskiego „Orzeł Strzelecki”. Jego założycielem i komendantem jest Grzegorz Waśniewski.

## Sport
- Guelph Storm – klub hokejowy

## Urodzeni w Guelph
- Edward Johnson – kanadyjski tenor i dyrektor Metropolitan Opera w Nowym Jorku
- John Allmond Marsh – kanadyjski polityk, deputowany
- Jade Chung – kanadyjska wrestlerka, modelka, menadżerka wrestlerska